# Noturus trautmani
The Scioto Madtom (Noturus trautmani) là một loài cá thuộc họ Ictaluridae. đặc hữu to Hoa Kỳ, it is listed as critically endangered by the IUCN, which notes that it is likely to be entirely or functionally extinct already given the lack of records since 1957.